# SMS Prinz Adalbert (1901)
SMS Prinz Adalbert là một tàu tuần dương bọc thép của Hải quân Đế quốc Đức được chế tạo vào đầu những năm 1900 và được đặt tên theo Hoàng tử Adalbert của Phổ, con thứ ba của Kaiser Wilhelm II. Nó là chiếc dẫn đầu cho lớp Prince Adalbert, vốn còn bao gồm chiếc Friedrich Carl. Prince Adalbert được chế tạo tại Xưởng tàu Đế chế ở Kiel, đặt lườn năm 1900 và hoàn tất vào tháng 1 năm 1904 với chi phí 16.371.000 Mác. Được trang bị dàn pháo chính gồm bốn khẩu 21 cm (8,3 in), nó có khả năng đạt tốc độ tối đa 20 kn (37 km/h; 23 mph).
Sau khi đưa vào hoạt động, Prince Adalbert đã phục vụ như một tàu huấn luyện tác xạ, một vai trò mà nó đảm trách trong hầu hết quãng đời hoạt động. Khi Chiến tranh Thế giới thứ nhất nổ ra vào tháng 8 năm 1914, nó được huy động vào lực lượng trinh sát tại vùng biển Baltic. Sau khi con tàu chị em Friedrich Carl bị đánh chìm, nó trở thành soái hạm của hải đội tuần dương tại Baltic, và đã tiến hành các hoạt động chống lại lực lượng Nga tại đây, bao gồm cuộc bắn phá cảng Libau. Prince Adalbert trúng phải ngư lôi của tàu ngầm Anh vào tháng 12 năm 1915 nhưng đã cố quay về cảng và được sửa chữa; rồi lại trúng ngư lôi lần thứ hai vào ngày 23 tháng 10 năm 1915 khiến nổ tung hầm đạn và phá hủy toàn bộ con tàu. Nó chìm nhanh chóng với tổn thất nhân mạng nặng nề, chỉ có ba người được cứu sống trong tổng số 675 thành viên thủy thủ đoàn.

## Thiết kế và chế tạo

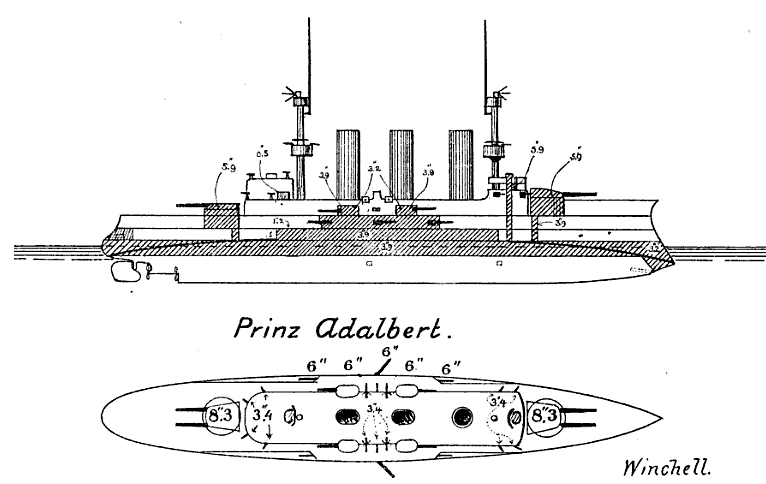
Sơ đồ lớp Prinz Adalbert; vùng xám biểu thị khu vực của con tàu được vỏ giáp bảo vệ

Prinz Adalbert được đặt hàng dưới cái tên tạm thời "B" và được chế tạo tại Xưởng tàu Đế chế ở Kiel dưới số hiệu chế tạo 27. Nó được đặt lườn vào năm 1900 và được hạ thủy vào ngày 22 tháng 6 năm 1901; công việc trang bị hoàn thiện bị kéo dài, nhưng cuối cùng nó cũng hoàn tất vào ngày 12 tháng 1 năm 1904 và được đưa ra hoạt động với Hải quân Đức cùng ngày hôm đó. Nó đã làm tiêu tốn Chính phủ Đế quốc Đức 16.371.000 Mác.
Prinz Adalbert có trọng lượng choán nước 9.087 t (8.943 tấn Anh; 10.017 tấn Mỹ) khi chế tạo, và lên đến 9.875 t (9.719 tấn Anh; 10.885 tấn Mỹ) khi đầy tải. Nó có chiều dài 126,5 m (415 ft), mạn thuyền rộng 19,6 m (64 ft) và mớn nước sâu 7,43 m (24,4 ft) ở phía trước. Nó được dẫn động bởi ba động cơ hơi nước ba buồng bành trướng đặt dọc, tạo ra một công suất chung 17.272 mã lực chỉ (12.880 kW), cho phép đạt được tốc độ tối đa 20,4 kn (37,8 km/h; 23,5 mph) khi chạy thử máy. Nó mang theo cho đến 1.630 t (1.600 tấn Anh; 1.800 tấn Mỹ) than, cho phép có tầm hoạt động tối đa 5.080 hải lý (9.410 km; 5.850 mi) khi đi ở tốc độ đường trường 12 kn (22 km/h; 14 mph).
Nó được trang bị bốn khẩu pháo 21 cm (8,3 in) SK L/40 bố trí trên hai tháp pháo nòng đôi ở hai đầu của cấu trúc thượng tầng. Dàn pháo hạng hai bao gồm mười khẩu 15 cm (5,9 in), mười hai khẩu 8,8 cm (3,5 in) và bốn ống phóng ngư lôi 45 cm (18 in) ngầm, gồm một trước mũi, một sau đuôi và một mỗi bên mạn.

## Lịch sử hoạt động
Sau khi được đưa vào hoạt động và chạy thử máy, Prinz Adalbert đã phục vụ như một tàu huấn luyện tác xạ, một vai trò mà nó đảm trách trong hầu hết quãng đời hoạt động. Khi Chiến tranh Thế giới thứ nhất nổ ra vào tháng 8 năm 1914, nó được điều ra hoạt động cùng hạm đội nơi tuyến đầu. Sau khi con tàu chị em Friedrich Carl bị đánh chìm vào tháng 11 năm 1914, Prinz Adalbert trở thành soái hạm của Chuẩn đô đốc Behring, Tư lệnh lực lượng tuần dương tại khu vực biển Baltic. Vào tháng 1 năm 1915, cùng với tàu tuần dương hạng nhẹ Augsburg và dưới quyền chỉ huy của Behring, nó tiến hành cuộc càn quét trinh sát về hướng quần đảo Åland. Trong chuyến quay trở về, nó bắn phá các vị trí của quân Nga tại cảng Libau. Nó bị mắc cạn ngoài khơi Steinort trong chiến dịch này, còn Augsburg trúng phải một quả thủy lôi ngoài khơi Bornholm.
Sau khi được kéo khỏi nơi mắc cạn, con tàu được sửa chữa, rồi quay trở lại hoạt động vào tháng 5. Chuẩn đô đốc Hopman, Tư lệnh lực lượng tuần tiễu tại biển Baltic, đặt cờ hiệu của mình trên chiếc Prinz Adalbert cho một chiến dịch tấn công lớn nhắm vào Libau, phối hợp với một nỗ lực của Lục quân Đức để chiếm thành phố. Cuộc tấn công diễn ra vào ngày 7 tháng 5 với lực lượng bao gồm các tàu tuần dương bọc thép Prinz Adalbert, Roon và Prinz Heinrich, chiếc hải phòng hạm cũ Beowulf cùng các tàu tuần dương hạng nhẹ Augsburg, Thetis và Lübeck, được hộ tống bởi một số tàu khu trục, tàu phóng lôi và tàu quét mìn. Đội tuần tiễu 4 thuộc Hạm đội Biển khơi Đức cũng được điều động từ Bắc Hải đến để hỗ trợ cho chiến dịch. Cuộc bắn phá tiến hành như kế hoạch, cho dù tàu khu trục V107 trúng phải một quả thủy lôi trong cảng Libau, làm vỡ tung mũi và phá hủy con tàu. Dù sao cuộc tấn công của Lục quân cũng diễn ra thành công, và họ chiếm đóng được thành phố.
Vào ngày 1 tháng 7, được hộ tống bởi các tàu tuần dương Roon, Augsburg và Lübeck cùng bảy tàu khu trục, tàu rải mìn Albatross đã rải một bãi thủy lôi ở phía Bắc Bogskär. Trên đường quay trở về, hải đội được cho tách làm đôi: Augsburg, Albatross cùng ba tàu khu trục hướng đến Rixhöft trong khi số còn lại đi đến Libau. Augsburg và Albatross bị một lực lượng hải quân Nga hùng hậu dưới quyền Chuẩn đô đốc Mikhail Bakhirev đánh chặn, bao gồm ba tàu tuần dương bọc thép và hai tàu tuần dương hạng nhẹ. Thiếu tướng Hải quân Johannes von Karpf chỉ huy hải đội đã ra lệnh cho chiếc Albatross chậm hơn rút lui đến vùng biển Thụy Điển trung lập đồng thời cầu cứu Roon và Lübeck. Albatross bị mắc cạn ngoài khơi Gotland và Augsburg chạy thoát; hải đội Nga giao chiến trong một lúc ngắn với Roon trước khi hai phía tách ra. Được báo cáo tình hình, Hopman khởi hành cùng với Prinz Adalbert và Prinz Heinrich để trợ giúp von Karpf. Trên đường đi, các tàu tuần dương bọc thép đã đụng độ với tàu ngầm Anh E9, vốn đã bắn trúng một quả ngư lôi vào Prinz Adalbert. Quả ngư lôi trúng vào bên dưới tháp chỉ huy phía trước và gây hư hại nặng, làm ngập khoảng 2.000 t (2.000 tấn Anh; 2.200 tấn Mỹ) nước. Mớn nước gia tăng đáng kể khiến nó không thể đi vào Danzig, thay vào đó nó phải rút lui về Kiel để sửa chữa, đến nơi vào ngày 4 tháng 7.
Việc sửa chữa cuối cùng hoàn tất vào tháng 10 năm 1915. Prinz Adalbert đang di chuyển cùng hai tàu khu trục cách 20 mi (32 km) về phía Tây Libau vào ngày 23 tháng 10 khi nó bị tàu ngầm Anh E8 đánh chặn. E8 đã phóng một loạt ngư lôi ở cự ly khoảng 1.200 m (1.300 yd), làm kích nổ hầm đạn của con tàu. Vụ nổ dữ dội đã phá hủy chiếc tàu tuần dương, khiến nó chìm ngay lập tức với tổn thất nhân mạng lên đến 672 thành viên thủy thủ đoàn; chỉ có ba người sống sót. Đây là vụ tổn thất nhân mạng lớn nhất của lực lượng Hải quân Đức tại Baltic trong suốt cuộc chiến tranh.